# Emil Bobek
Emil Bobek (geboren 6. Januar 1883 in Dörfel bei Reichenberg, Österreich-Ungarn; gestorben 3. Dezember 1945 in Liberec, Tschechoslowakei) war ein tschechoslowakischer Abgeordneter der deutschen Minderheit.

## Leben
Bobek war gelernter Kaufmann und Hilfslehrer, er besaß zwanzig Jahre lang eine private Handelsschule in Reichenberg. Ab 1902 war er in der Parteileitung der Christlichsozialen Partei, 1907 gründete er mit anderen die Zeitung Deutsche Rundschau.
1918/19 saß Bobek als Abgeordneter im Deutschböhmischen Landtag; er zählte nach dem Ersten Weltkrieg zu den Gründungsmitgliedern der Deutschen Christlich-Sozialen Volkspartei und war Mitglied der Parteileitung. Von 1920 bis 1935 war Bobek Mitglied des tschechoslowakischen Abgeordnetenhauses. Außerdem saß er im Stadtrat von Reichenberg. Am 28. März 1939 beantragte Bobek die Aufnahme in die NSDAP und wurde rückwirkend zum 1. Dezember 1938 aufgenommen (Mitgliedsnummer 6.849.977). Während des Zweiten Weltkrieges arbeitete er als Buchhalter der Landesbank und Girozentrale in Reichenberg.
Er war Ehrenmitglied der katholischen Studentenverbindung KDStV Ferdinandea Prag und KaV Saxo-Bavaria Prag im CV.